# Vůdcův hlavní stan

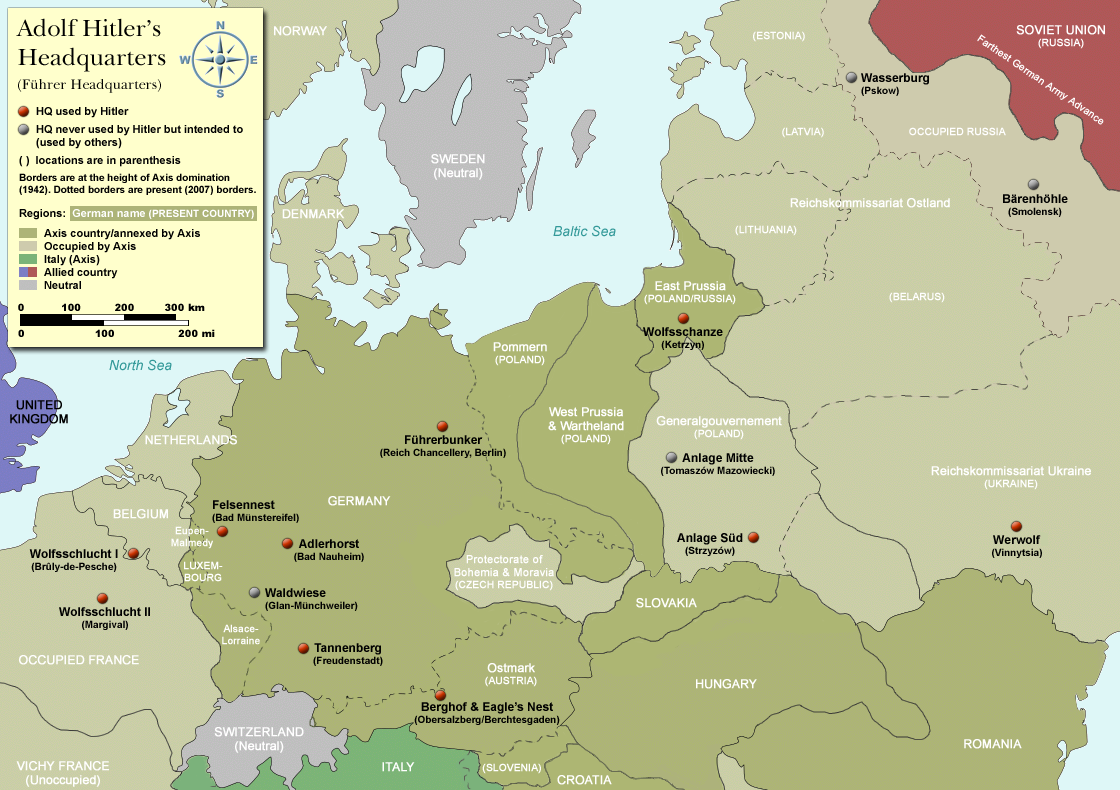
Mapa umístění FHQ

Vůdcovy hlavní stany (německy Führerhauptquartier, zkratka FHQ) je označení pro velitelská stanoviště, která během druhé světové války používal Adolf Hitler a další nacističtí velitelé. Bylo plánováno vybudovat 20 stanovišť, ale do konce války bylo dokončeno jen 14 z nich.

## Umístění
| Jméno                          | Alternativně                                   | Umístění                             | Budováno od       | Dokončeno | Využito jako FHQ                                            |
| ------------------------------ | ---------------------------------------------- | ------------------------------------ | ----------------- | --------- | ----------------------------------------------------------- |
| Orlí hnízdo (Adlerhorst)       | Mühle (OT) Bauvorhaben Z Lager K Bauvorhaben C | Bad Nauheim, Německo                 | 1. září 1939      | ano       | ano, Hitler zde pobýval během bitvy v Ardenách              |
| Anlage Mitte                   | Askania Mitte                                  | Tomaszów Mazowiecki, Polsko          | 1. prosinec 1940  | ano       | ne                                                          |
| Anlage Riese                   |                                                | Wałbrzych, Polsko                    | říjen 1943        | ne        | ne                                                          |
| Anlage Süd                     | Askania Süd                                    | Strzyżów, Polsko                     | 1. října 1940     | ano       | ano, Hitler se zde setkal s Mussolinim 27.-28. srpna 1941   |
| Orlí hnízdo                    |                                                | Obersalzberg, Berchtesgaden, Německo | ?                 | ano       | ano                                                         |
| Bärenhöhle                     |                                                | Smolensk, Rusko                      | 1. října 1941     | ano       | ne, použito pouze skupinou armád Střed                      |
| Felsennest                     |                                                | Rodert, Bad Münstereifel, Německo    | ?                 | ano       | ano, Hitler zde pobýval během bitvy o Francii v květnu 1940 |
| Führerbunker                   |                                                | Berlin, Německo                      | 1936/1943         | ano       | ano, Hitler zde spáchal sebevraždu v dubnu 1945             |
| speciální vlak Führersonderzug | "Amerika", "Brandenburg"                       |                                      | asi 1939          | ano       | ano                                                         |
| Olga                           |                                                | 200 km od Minsku, Bělorusko          | 1. července 1943  | ne        | ne                                                          |
| S III                          | Wolfsturm, Olga                                | Ohrdruf, Německo                     | asi podzim 1944   | ne        | ne                                                          |
| Siegfried                      |                                                | Pullach, Německo                     | ?                 | ?         | ?                                                           |
| Tannenberg                     |                                                | Freudenstadt/Kniebis, Německo        | 1. říjen 1939     | ano       | ano (27. června - 5. července 1940)                         |
| W3                             |                                                | Saint-Rimay by Vendôme, Francie      | 1. květen 1942    | ne        | ne                                                          |
| Waldwiese                      |                                                | Glan-Münchweiler, Německo            | 1. října 1939     | ano       | ne                                                          |
| Wasserburg                     |                                                | Pskow (Pleskau), Rusko               | 1. listopadu 1942 | ano       | ne, přiřazeno ke skupině armád Sever                        |
| Werwolf                        | Eichenhain                                     | Vinnica, Ukrajina                    | 1. listopadu 1941 | ano       | ano                                                         |
| Wolfsschanze                   | Askania Nord                                   | Kętrzyn, Poland (Rastenburg)         | 1. prosince 1940  | ano       | ano                                                         |
| Wolfsschlucht I                |                                                | Brûly-de-Pesche, Belgie              | 1. května 1940    | ano       | ano                                                         |
| Wolfsschlucht II               | W2                                             | Margival, Francie                    | 1. září 1942      | ano       | ano                                                         |
| Zigeuner                       | Brunhilde                                      | Thionville, Francie                  | 1. dubna 1944     | ne        | ne                                                          |